# 印青
印青（1954年5月—），男，中华人民共和国作曲家，一级作曲。任职于中国人民解放军总政治部歌舞团，中国音乐家协会成员。

## 生平
印青1954年生于南京市，父母均在部队文工团工作，父亲曾在孟良崮戰役中负伤。1970年，印青被招入江苏省军区某部战士业余演出队，成为一名小提琴手，但这一演出队1971年即告解散，印青被分到师部通信营当架线兵，并利用夜间的休息时间在煤油灯下自学作曲、和声、配器，但当时部队对煤油使用有定量限制，印青为此屡遭班长责备，甚至步行往返十余公里到镇上自购煤油，班长只得同意其继续学习作曲。
1972年，18岁的印青创作出自己的第一首歌曲《我是一个架线兵》，正式开始军旅音乐创作生涯。1975年，印青随通信营从苏北调到温州，不久被抽调至温州军分区政治部进行文艺创作，20世纪80年代初从基层部队文化干事调到浙江省军区俱乐部，随后和6名战友成立“北斗小乐队”，由印青自己作曲配器，这也是中国人民解放军历史上第一支业余电声乐队，在部队演出引起轰动，甚至登上过北京人民大会堂的舞台。1984年，印青的成名作《当兵的历史》诞生。
1988年，印青被调入南京军区前线歌舞团任创作员，后任创作室主任、副团长，1990年与王祖皆、张卓娅、王锡仁、季承、方天行共同参与歌剧《党的女儿》的作曲工作。1997年初秋，印青通过中央电视台接到蒋开儒撰写的《走进新时代》歌词，谱写了两稿曲谱，最终以第二稿定稿。
2000年，印青调入总政歌舞团，2003年任该团副团长，2006年任团长，2008年卸任团长一职。2012年6月，印青作曲的歌剧《运河谣》首演。

## 代表作
- 《西部放歌》：屈塬作词，反映西部大开发战略。知名演唱者：王宏伟。
- 《天路》：屈塬作词，赞美青藏铁路。知名演唱者：巴桑、韩红、阿兰·达瓦卓玛。
- 《走进新时代》：蒋开儒作词，歌颂以江泽民为核心的中国共产党第三代中央领导集体。知名演唱者：张也。
- 《香山红叶》：2008年北京残奥会闭幕式“香山红叶”章节主题音乐。
- 《强军战歌》：王晓岭作词，依照习近平提出的党在新形势下的强军目标而作的中国人民解放军军歌。
- 《走向复兴》：李维福作词，中华人民共和国成立60周年献礼歌曲
- 《运河谣（英语：The Canal Ballad）》：黄维若、董妮编剧，以京杭大运河为故事背景、2012年首演的民族歌剧